# Dianna Costello
Dianna Costello (* im 20. Jahrhundert) ist eine US-amerikanische Filmproduzentin und Filmschaffende, die 1986 mit und für den Kurzfilm Graffiti für einen Oscar nominiert war.

## Biografie
Costello besuchte die University of Massachusetts in Boston, die sie mit dem Bachelor of Arts (B.A.) abschloss sowie die Syracuse University – Newhouse School of Public Communications, die sie mit dem Master of Science (M.S.) beendete. Anschließend war sie Master of Fine Arts (M.F.A.) am American Film Institute.
Costello beschäftigt sich in erster Linie mit Filmmarketing und Filmentwicklung für entsprechende Unternehmen. Ihr obliegt das visuelle Design, Produktion und Postproduktion in diesem Bereich. Sie leitete ein gemeinnütziges Filmbüro in New York und betreute ein Filmfestival in New Hampshire als stellvertretende Direktorin. Costello ist Mitglied des Board of Directors für verschiedene gemeinnützige Filmorganisationen (inklusive der International Documentary Association) und von Filmfestivals (Jackson Hole Wildlife Film Festival). Des Weiteren ist sie mit Verwaltungsaufgaben, die beispielsweise strategische Planung beinhalten, der Erstellung von Marketingstrategien und Networking-Veranstaltungen sowie Bildungsseminaren befasst.
Der amerikanische Kurzfilm Graffiti (1985) von Matthew Patrick wurde von Dianna Costello produziert und brachte ihr eine Oscarnominierung ein. Es geht um einen diktatorischen Staat, der seine Bürger streng kontrolliert. So begibt sich auch jemand in Gefahr, der kritische Graffiti auf öffentliche Mauern sprüht, da die Ordnungskräfte angehalten sind unerbittlich durchzugreifen, was einer jungen Frau zum Verhängnis wird. Der Film konnte sich jedoch nicht gegen Jeffrey D. Browns und Chris Pelzers Familienfilm Molly’s Pilgrim durchsetzen, in dem Molly, ein Mädchen russisch-jüdischer Abstammung, sich in ihrer neuen Heimat Amerika zurechtfinden muss.  
Costello arbeitete von 1986 bis 1995 als freie Produzentin beziehungsweise Produktionsmanagerin, zudem war sie von 1992 bis 1995 als Film-Instructor für die UCLA im Entertainmentbereich tätig und arbeitete jeweils drei Jahre für die Piedmont Triad Film Commission und die Crawford Communications. Außerdem war sie für die Pixeldust Studios in Bethesda, sowie für LunaSea Productions in Los Angeles und das Monadnock International Film Festival in Keene tätig. Seit November 2019 ist Costello für die Piedmont Triad Film Commission im Einsatz, diesmal als Direktorin für Marketing und Entwicklung.

## Filmografie (Auswahl)
- 1985: Graffiti (Kurzfilm; Produzentin)
- 2015: The Science of Interstellar (Dokumentarfilm; Produktionsmanagerin)

## Auszeichnungen
Oscarverleihung 1986
- Oscarnominierung für und mit dem Kurzfilm Graffiti in der Kategorie „Bester Kurzfilm“

Chicago International Film Festival 1986
- Nominierung für den Gold Hugo gemeinsam mit Matthew Patrick für und mit dem Film Graffiti in der Kategorie „Bester Kurzfilm“